# استفانو بالدینی
استفانو بالدینی (ایتالیایی: Stefano Baldini؛ زادهٔ ۲۵ مهٔ ۱۹۷۱) دونده ماراتن اهل ایتالیا است.
وی همچنین برندهٔ جوایزی همچون نشان شایستگی از جمهوری ایتالیا شده‌است.